# Polyommatus kwaja
Polyommatus kwaja är en fjärilsart som beskrevs av Evans 1932. Polyommatus kwaja ingår i släktet Polyommatus och familjen juvelvingar. Inga underarter finns listade i Catalogue of Life.